# Ahmose (regina)
Ahmose (fl. XVI-XV secolo a.C.) è stata una regina egizia della XVIII dinastia.
Grande Sposa Reale del faraone Thutmose I, Ahmose è tuttavia maggiormente ricordata in quanto madre di uno dei più interessanti sovrani d'Egitto, il faraone-donna Hatshepsut.
|             |    |     |
| \| \| \| \| |    |     |
|             |    |     |
| iaH         | ms | O34 |

| iaH | ms | O34 |

|             |    |     |
| \| \| \| \| |    |     |
|             |    |     |
| iaH         | ms | O34 |

| iaH | ms | O34 |

 jˁḥms (Iahms) - Nata da Iah (dio della luna)

## Intrecci familiari e legittimazioni al trono
Le fonti egizie riguardanti questa regina non sono molto chiare e precise. Ahmose potrebbe essere stata nipote della regina Ahmose Nefertari e figlia di Amenofi I, oppure figlia del faraone Ahmose I e di Ahmose Nefertari e quindi sorella di Amenofi I.
Ad ogni modo, è certo che fu Ahmose a legittimare l'ascesa al trono di Thutmose I: lei di sangue reale, sorella o figlia del precedente sovrano, Amenofi I (il cui unico erede maschio, il principe Amenemhat, era morto bambino), nobilitò il suo sposo giustificandone l'ascesa al trono.
Thutmose, secondo una prima ricostruzione, doveva essere figlio di Ahmose Sipairi, a sua volta un figlio (o fratello) del re Ahmose I e della regina Ahmose Nefertari e quindi fratello minore di Amenofi I. Recente si è rilevata una consanguineità fra Thutmose e Amenofi grazie a studi sul Dna avvalorando l'altra ipotesi esistente, ovvero che Thutmose fosse figlio di Senseb, una delle mogli secondarie di Amenofi I che dalla sua Grande Sposa Reale ebbe invece solo due figlie femmine, una appunto dovrebbe essere Ahmose. In conclusione, la coppia reale Thutmose e Ahmose dovette essere un'unione fra cugini.
Dai sovrani nacquero due figlie: la principessa Nefrubiti e Hatshepsut che andrà in sposa al fratellastro, futuro Thutmose II (figlio sempre di Thutmose I, e di una sposa secondaria di nome Mutnofret), e dopo la morte di questi, nel 1480/1479 a.C., regnerà come faraone a tutti gli effetti, dando vita a un regno rivoluzionario perché retto da una donna, anche se questa si trovava sul trono solo per dirigere l'Egitto in vece di Thutmose III, erede minorenne di Thutmose II.
Ahmose, dopo essere stata lo strumento per l'ascesa al trono del marito, sarà anche al centro del mito che legittimerà l'ascesa al trono della figlia Hatshepsut, narrazione altamente mistica voluta da Hatshepsut come monumento autocelebrativo, ritratta sulle mura del tempio di Deir el-Bahari, e le cui scene principali sono:
- il dio Amon convoca l'Enneade divina e manifesta la sua volontà di generare un re per l'Egitto (appunto la futura Hatsheput);
- il dio lunare Thot conduce per mano Amon dalla regina Ahmose perché si unisca carnalmente con lei;
- Amon giace con Ahmose su un letto sorretto dalle Hemuset, geni femminili dispensatori di forza. L'amplesso è reso simbolicamente: i due sono seduti uno di fronte all'altra, e il dio accosta alla bocca e alle mani della regina il simbolo della vita, l'ankh;
- Amon affida a Khnum, il dio creatore con la testa d'ariete, il compito di dare un corpo al bambino preannunciato alla regina;
- il dio Khnum forma il bambino e la sua essenza spirituale dall'argilla, sul tornio del vasaio. La sua aiutante, Heket, dalla testa di rana (la rana è infatti simbolo della vita futura), vi infonde la vita tramite il simbolo ankh;
- Khnum e Heket conducono la regina, in evidente stato di gravidanza, nella stanza del parto;
- Ahmose partorisce Hatshepsut su un enorme letto con piedi di leone. La scena è affollata di dèi e spiriti, fra cui Amon e Meskhenet, che infondono la vita e benedicono il neonato;
- Hathor, dea dell'amore, con il disco solare posato sulla testa, tra le corna di vacca, presenta il neonato re dell'Alto e Basso Egitto ad Amon, che lo riconosce come figlio con le parole: "Lui è quello che ho generato, mio figlio."

La sola scena della nascita di Hatshepsut occupa sette metri di parete, che con questa storia rendeva concreta la sua ascendenza divina. Ciò portò un grande vantaggio, oltreché personale, anche politico: negli anni in cui l'influenza dei sacerdoti di Amon era in ascesa e circondava il trono, Hatshepsut si poneva decisamente al di sopra di loro come figlia carnale del dio.